# 北仑发电厂
北仑发电厂位于中国浙江省，是中华人民共和国大陆第一座装机容量达三百万千瓦的巨型火电厂，也是中国首家使用世界银行贷款建设的发电企业。

## 概述
北仑发电厂又称为北仑港发电厂，坐落在浙江省宁波市北仑区新碶街道，紧靠杭州湾，分三期建成，总装机容量500万千瓦。2002年，被中国电力行业主管部门授予“国际一流火电厂”称号，是全国仅有的两家获得这一荣誉称号的发电企业之一。
北仑一期工程是由中国中央政府控股、地方政府参股共建的，在建设过程中使用了世界银行的贷款。工程安装2台日本和法国产的60万千瓦亚临界发电机组，于1988年开工，1994年建成。
北仑二期工程的建设模式与一期工程类似。但2002年电力体制改革时，浙江省地方政府单独收购了二期的部分权益，从而获得二期工程的控股权，不过日常运营维护工作依旧委托给一期的业主进行。二期工程的设备与一期1号机组大致相同，均从日本进口。工程于1996年开工，2000年三台机组相继发电，使整个北仑发电厂成为中国大陆第一座装机容量达300万千瓦的巨型火力发电厂。
2006年12月开建三期两台百万千瓦超超临界机组，2008年12月及次年6月分别投产，2010年底该工程获“国家优质”工程金奖。

## 组织结构
北仑发电厂目前共有7台发电机组，总装机容量500万千瓦。在组织结构上，分为二个实体。
北仑发电厂一期、三期的业主为国电浙江北仑第一发电有限责任公司，该公司的主要股东有中国国电集团公司、浙江省能源集团有限公司等。
- 一期1号机组装机容量60万千瓦，1991年10月投产发电。
- 一期2号机组装机容量60万千瓦，1994年11月投产发电。
- 三期6号机组装机容量100万千瓦，2008年12月投产发电。
- 三期7号机组装机容量100万千瓦，2009年6月投产发电。

北仑发电厂二期的业主为浙江浙能北仑发电有限公司，该公司的主要股东有浙江省能源集团有限公司（51%）、国电电力发展股份有限公司（49%）。
- 二期4号机组装机容量60万千瓦，2000年7月投产发电。
- 二期5号机组装机容量60万千瓦，2000年7月投产发电。
- 二期3号机组装机容量60万千瓦，2000年9月投产发电。